# 周瑾
周瑾（1977年8月28日—），生于上海，是上海广播电视台东方卫视中心的著名女主持人。

## 生平
周瑾高中就讀于上海市第八中學，1995年考入上海戲劇學院電視藝術系首屆節目主持人班，1999年畢業。在大學一年級時參加了電視VJ選拔大賽並獲第一名而開始主持生涯。現為SMG当家女主持人，曾主持的節目有《娛樂星天地》、《我型我秀》、《春滿東方》等大型綜藝晚會。

## 主持節目

### 電視
- 1996年：東視音樂頻道《樂樂音樂樂園》—主持人
- 1998年—1999年：上海電視臺 文藝部 綜藝節目《我愛我家》—主持人、編導
- 1999年—2003年：東視音樂頻道《越洋音樂雜誌》—主持人、編導
- 2002年：《新時尚報導》—主持人
- 2004年—2005年：東視音樂頻道《沸點時間》—主持人、編導
- 2004年—2005年 東視音樂頻道《非常娛樂》—主持人
- 2005年—2007年 東方衛視《娛樂星天地》—主持人
- 2006年—2007年 東視音樂頻道《非常娛樂》—主持人、製片人
- 2006年 《我型我秀》 —主持人
- 2007年 《我型我秀》 —評委
- 2008年 《我型我秀》 —主持人
- 2008年—2009年 《非常記憶》 —主持人
- 2010年 在《壹周立波秀》中擔任立波夢話的美女主持人
- 2010年1月16日至今 東方衛視 《華人大綜藝》—主持人
- 2009年至今 東方衛視 《咪咕明星學院》—主持人
- 2008年至今 *東視娛樂頻道《36.7℃明星听诊会》—主持人、製片人

### 廣播
- 2001年—2002年  上海人民廣播電臺 音樂頻率《都市晨曲》—主持人
- 2002年  上海東方廣播電臺 音樂頻率FM101.7《音樂早餐》—主持人
- 上海東方廣播電臺 音樂頻率FM101.7《動感星期天》—主持人

## 其他作品

### 影視作品
- 電視劇《寶貝女兒好媽媽》 飾演 大迪
- 電視劇《繁花》 飾演 老范妻子

### 圖書
- 散文集 《私奔去遠方》（2005年出版）

### 展覽
- 2007年12月-2008年1月 舉辦《酷在當下》私物展

## 外部連結
- 周瑾新浪博客（页面存档备份，存于）